# Jet Li: Die Schrift des Todes
Jet Li: Die Schrift des Todes (Originaltitel: chinesisch 冒險王 / 冒险王, Pinyin Màoxiǎnwáng, Jyutping Mou6him2wong4, kantonesisch Mo him wong – „König der Abenteuer“, internationaler Titel: englisch The Scripture with No Words) ist eine Hongkong-Actionkomödie aus dem Jahr 1996. Es handelt sich dabei um einen Abenteuerfilm, der gleichzeitig das Genre in Ansätzen parodiert. Der fernöstliche Kinostar Jet Li verkörpert darin als schlagkräftiger Archäologe die asiatische Variation der Figur Indiana Jones.

## Handlung
China in den 1930er Jahren: Der Archäologe „Dr. Wai“, auch bekannt als „Action King“, ist im Reich der Mitte ein berühmter Wissenschaftler und Haudegen. Sein Ruf dringt bis in die höchsten Regierungskreise vor. Einige hohe Militärs beauftragen Wai, die Schrift ohne Worte zu finden. Die Schrift ist ein uraltes Artefakt, das einem die Allmacht verleiht. Das Militär glaubt, mit der Schrift eine Waffe gegen die immer mehr als Macht gewinnenden Japaner zu besitzen. Wai macht sich daher mit seinem gewitzten, aber großmäuligen Assistenten Pau auf die Suche.
Um an die Schriftrolle zu gelangen, benötigt Wai jedoch eine mysteriöse Schatulle voller unkontrollierbarer Energien, welche einerseits den Weg weist, andererseits den Schlüssel zum Eingang in den Palast der Schriftrolle darstellt. Ein Dokument, welches auf den Standort der Schatulle verweist, befindet sich in der japanischen Botschaft in Shanghai. Wai und Pau schleichen sich ein und können nach Ablenkung des japanischen Generals Shing das Dokument in ihre Gewalt bringen. Dabei trifft Wai die Botschaftsangestellte „Yu Fung“, in die er sich umgehend verliebt. Doch was Wai nicht weiß: Yu Fung selbst ist der General der Japaner und will die Schrift des Todes ebenfalls besitzen.
Das Dokument führt die Glücksritter zu einer systemkritischen Zeitung. Während Pau mit der schlagfesten Setzerin Penn Si flirtet, kommt Wai dahinter, dass der Chefredakteur im Besitz der Schatulle ist. Als auch Yu Fung davon erfährt, setzt sie den Banditen „N’Gai“ und dessen Bande darauf an, die Schatulle in ihren Besitz zu bringen. Doch Wai und die Zeitungsleute können die Gangster überlisten und die Schatulle in Sicherheit bringen.
Yu Fung versucht daraufhin, Wais Auftraggeber, einen hohen chinesischen General, am Bahnhof gefangen zu nehmen. Doch auch hier ist Wai zur Stelle und kann im allgemeinen Handgemenge die verletzte Yu Fung (deren wahre Identität er noch immer nicht weiß) in Sicherheit bringen, während Pau den Japanern in die Hände fällt.
Wai befreit Pau aus deren Geheimlabor, muss aber feststellen, dass Yu Fung ihn hintergangen hat und mit Wai Wissen die Schatulle an sich gebracht hat. Bei der Aktion wurde diese jedoch geöffnet, wodurch der ebenfalls anwesende N’Gai in eine übermenschliche Kreatur verwandelt wurde.
Yu Fung kann nun den Ort des Tempels der Schriftrolle ermitteln: er liegt bei dem „Tor von Gaiu“, einem Durchgang in der chinesischen Mauer. Auf dem Weg dorthin meutern jedoch ihre Leute angeführt von Shing gegen sie. Doch einmal mehr sind Wai, Pau und Penn Si an Bord, um ihr zu helfen. Leider ist ihnen auch der übermenschliche N’Gai gefolgt.
Mit Hilfe der Schatulle gelangen die Vier in den Tempel der Schriftrolle. Doch als sie an diese gelangen wollen, stellt sich ihnen N’Gai gegenüber. Wai ist ihm im Kampf unterlegen, bis sich Yu Fung opfert und ihn festhält. Wai öffnet die Schatulle und sowohl N’Gai als auch Yu Fung werden vernichtet. Wai beschließt, die Rolle an seinem Platz zu belassen, da sie sonst nur Unheil anrichtet. Die Reinkarnation eines Mönches erscheint und zeigt ihm, dass dies der richtige Weg ist. Die Botschaft lautet: Liebe wird alles heilen – beispielsweise die von  Pau und Penn Si, die in einer Vision geheiratet haben …

## Wissenswertes
- Von Die Schrift des Todes existiert ein Directors Cut mit angeblich zusätzlichen 15 Filmminuten.
- Der angebliche Directors Cut ist die Originalversion aus Asien. Die Schrift des Todes wurde für Deutschland um die originale Rahmenhandlung erleichtert. Eigentlich wird die Geschichte um Dr. Wai in der Jetzt-Zeit von einem Autor (auch Jet Li) gerade geschrieben und von seinen Freunden (die in der Dr. Wai Story die anderen Charaktere geben) kommentiert. Dadurch ändert sich der Verlauf der Geschichte, weil er (Jet Li) spontan Dinge umschreibt und so die Story der Geschichte verändert. Als Quelle und Vergleich dient hier die DVD der Hong Kong Version.
- Der Film hatte auch die Arbeitstitel Adventure King, Dr. Wai and the Scripture Without Words, Dr. Wei in the Scripture with No Words, Mao xian wang und The Scripture with No Words.
- Der an sich schon amüsante Streifen bekam in der deutschen Fassung eine recht zotige Klamauk-Synchronisation. Zudem wurden andere Namen verwendet. So heißen die Figuren eigentlich:
  - Jet Li – Chow Si-Kit
  - Collin Chou – Hung Sing
  - Charlie Yeung – Yvonne
  - Rosamund Kwan – Monica Kwan / Cammy